# Chagrin Falls
Chagrin Falls est un village situé dans le comté de Cuyahoga, en Ohio, aux États-Unis. Il fait partie de la banlieue de Cleveland, dans la région nord-est de l’État. Lors du recensement de 2010, Chagrin Falls comptait 4 113 habitants.
La ville est située sur la rivière Chagrin, à la hauteur des chutes d'eau qui lui donnèrent son nom. Cette toponymie date de l'époque de la Nouvelle-France et des premiers colons arpentant cette région des Grands Lacs.

## Personnalités
- Scott Weiland (chanteur de Stone Temple Pilots et Velvet Revolver),
- Tim Conway (acteur),
- Joe Eszterhas (scénariste d'Hollywood),
- Doug Kenney (Cofondateur du National Lampoon)
- Lee Unkrich (Film Director),
- Bill Watterson (créateur de Calvin et Hobbes),
- Joe Trohman (musicien), guitariste de Fall Out Boy
- Elena Shaddow (actrice à Broadway, chanteuse)
- Charlie Hartsock (acteur According to Jim, écrivain, directeur.}
- Ted Batchelor, 2007 Livre Guinness des records détenteur du record mondial d'« incendie humain » complet, sans oxygène[1]
- Janet Kuivila (auteur, The Gamma Girls of Chagrin Falls séries)
- Sandy Philipson (auteur, Annie and Max séries)
- Diana Munz (athlète, médaille d'or olympique en natation)
- Hart Crane (poète), il séjourna à Chagrin Falls  au Canary Cottage[2], hôtel-restaurant célèbre pour la qualité de ses prestations, conçu et inauguré en septembre 1927 par  son père, fabricant de chocolat et inventeur des friandises Life Savers, Clarence Arthur Crane.

## Source

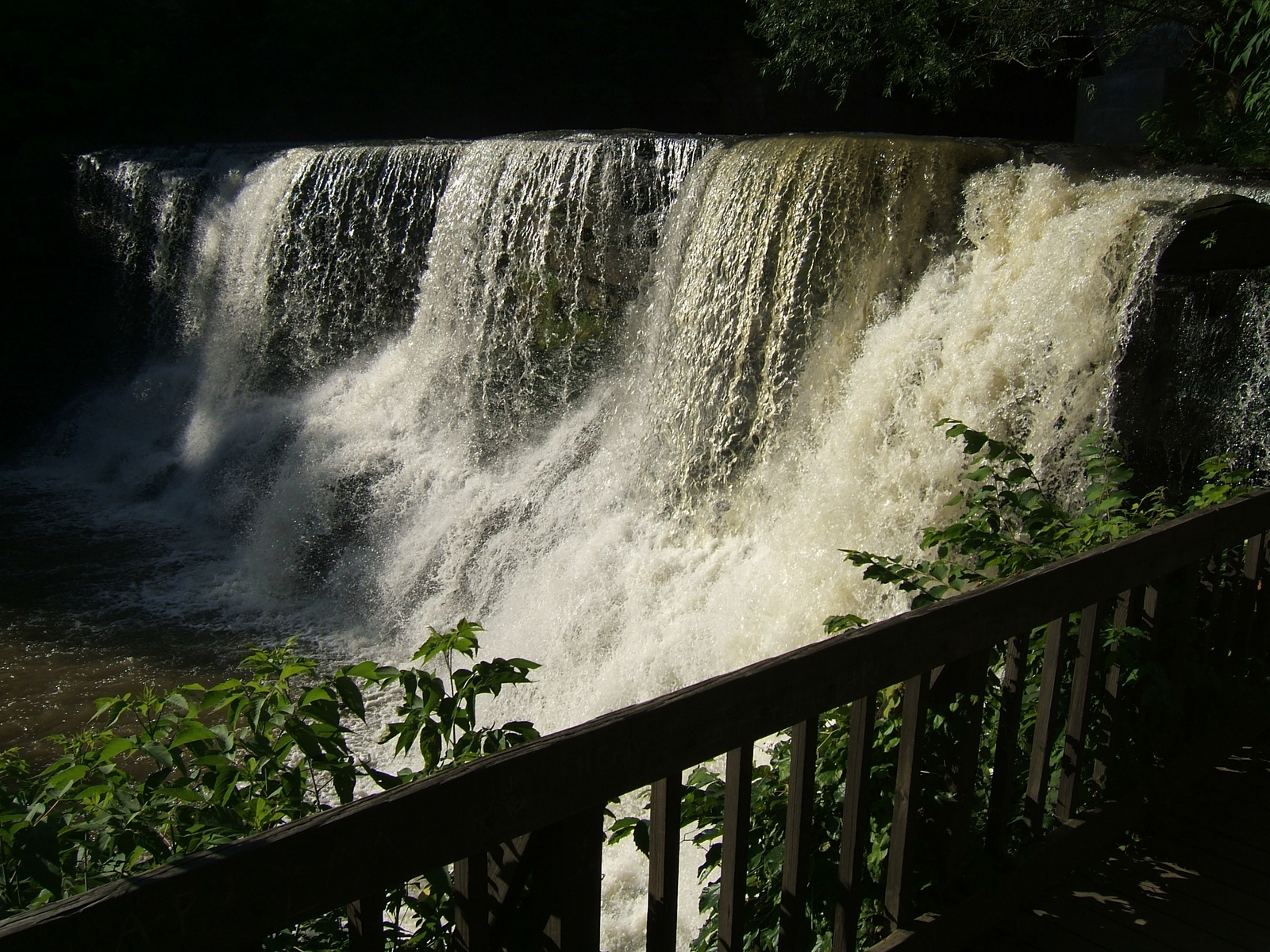
Les chutes de la rivière Chagrin qui ont donné son nom à la ville.

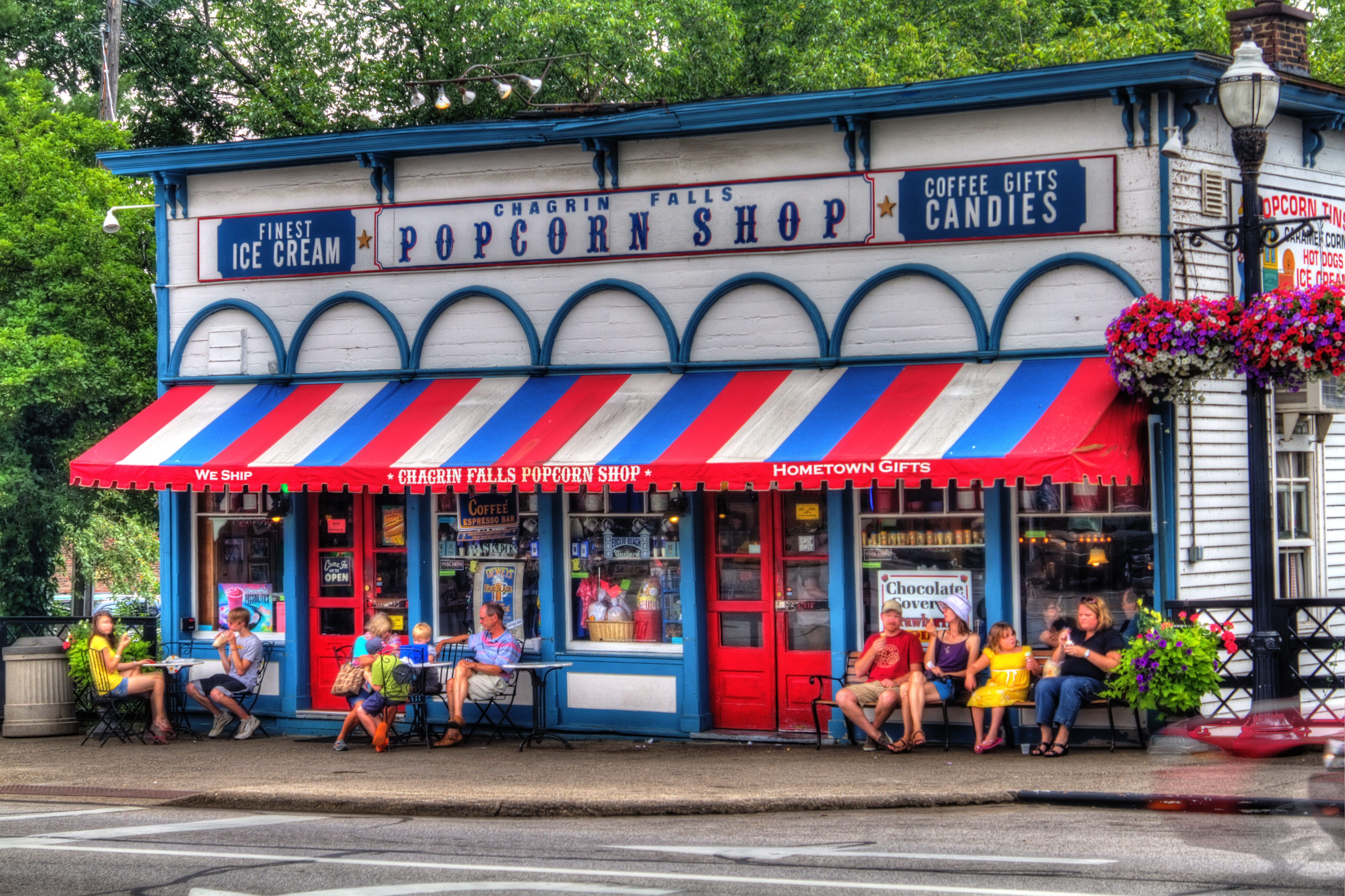
Boutique à Chagrin Falls.

- (en) Cet article est partiellement ou en totalité issu de l’article de Wikipédia en anglais intitulé « Chagrin Falls, Ohio » (voir la liste des auteurs).

1. ↑  (en) Thomas S. W. Lewis, Letters of Hart Crane and his family, New York and London, Columbia University Press, 1974, 675 p. (ISBN 0-231-03740-6), p. 589 - 595 - 602- 607